# Plešivica pri Žalni
Plešivica pri Žalni este o localitate din comuna Grosuplje, Slovenia, cu o populație de 118 locuitori.